# Zbljevo
Zbljevo este un sat din comuna Pljevlja, Muntenegru. Conform datelor de la recensământul din 2003, localitatea are 180 de locuitori (la recensământul din 1991 erau 169 de locuitori).

## Demografie
În satul Zbljevo locuiesc 127 de persoane adulte, iar vârsta medie a populației este de 35,7 de ani (29,8 la bărbați și 41,6 la femei). În localitate sunt 52 de gospodării, iar numărul mediu de membri în gospodărie este de 3,46.
Această localitate este populată majoritar de sârbi (conform recensământului din 2003).
|  |

| Demografie | Demografie | Demografie |
| An         | Locuitori  | Locuitori  |
| ---------- | ---------- | ---------- |
|            |            |            |
|            |            |            |
|            |            |            |
|            |            |            |
| 1948       | 142        |            |
| 1953       | 284        |            |
| 1961       | 210        |            |
| 1971       | 200        |            |
| 1981       | 192        |            |
| 1991       | 169        | 169        |
| 2003       | 180        | 180        |

| \| Componența etnică conform recensământului din 2003[2] \| Componența etnică conform recensământului din 2003[2] \| Componența etnică conform recensământului din 2003[2] \| Componența etnică conform recensământului din 2003[2] \| Componența etnică conform recensământului din 2003[2] \| \| ----------------------------------------------------- \| ----------------------------------------------------- \| ----------------------------------------------------- \| ----------------------------------------------------- \| ----------------------------------------------------- \| \| \| \| \| \| \| \| Sârbi \| Sârbi \| \| 144 \| 80% \| \| Muntenegreni \| Muntenegreni \| \| 35 \| 19,44% \| \| Croați \| Croați \| \| 1 \| 0,55% \| \| necunoscută \| necunoscută \| \| 0 \| 0% \| |              |  |     |        |
| Componența etnică conform recensământului din 2003 |              |  |     |        |
| |              |  |     |        |
| Sârbi | Sârbi        |  | 144 | 80%    |
| Muntenegreni | Muntenegreni |  | 35  | 19,44% |
| Croați | Croați       |  | 1   | 0,55%  |
| necunoscută | necunoscută  |  | 0   | 0%     |